# Campeonato del Mundo de patinaje de velocidad en línea 2007
El Campeonato Mundial de patinaje de velocidad en línea de 2007 tuvo lugar del 18 al 25 de agosto de 2007 en Cali, Colombia. Fue el la tercera ocasión que la que el Colombia organizó el campeonato mundial tras la edición de Bello 1990 y Barrancabermeja 2000.

Los participantes más exitosos fueron Brittany Bowe para mujeres con tres oros y Joey Mantia para hombres con 7 oros.

## Mujeres
| Distancia                   | Oro                                                           | Plata                                                         | Bronce                                                |
| Pista                       | Pista                                                         | Pista                                                         | Pista                                                 |
| --------------------------- | ------------------------------------------------------------- | ------------------------------------------------------------- | ----------------------------------------------------- |
| 300 m Contrarreloj          | Nicoletta Falcone                                             | Berenice Moreno                                               | Erika Zanetti                                         |
| 500 m Sprint                | Berenice Moreno                                               | Jin-Seon Lim                                                  | Erika Zanetti                                         |
| 1.000 m Sprint              | Nicole Begg                                                   | Brigitte Méndez                                               | Ju-Hee Lim                                            |
| 10.000 m Puntos/Eliminación | Hyo-Sook Woo                                                  | Liana Holguín                                                 | Nicole Begg                                           |
| 15.000 m Eliminación        | Alexandra Vivas                                               | Hyo-Sook Woo                                                  | Liana Holguín                                         |
| 3.000 m Relevos             | Estados Unidos Brittany Bowe Heather Richardson Sara Sayasane | Colombia · Alexandra Vivas · Kelly Martínez · Brigitte Méndez | Corea del Sur Ju-Hee Lim Jin-Seon Lim Hyo-Sook Woo    |
| Ruta                        |                                                               |                                                               |                                                       |
| 200 m Contrarreloj          | Jennifer Caicedo                                              | Berenice Moreno                                               | Brittany Bowe                                         |
| 500 m Sprint                | Brittany Bowe                                                 | Jercy Puello                                                  | Jennifer Caicedo                                      |
| 10.000 m Puntos             | Hyo-Sook Woo                                                  | Hey-Mi Kim                                                    | Yi-Chin Pan                                           |
| 20.000 m Eliminación        | Brigitte Méndez                                               | Alexandra Vivas                                               | Hyo-Sook Woo                                          |
| 5.000 m Relevos             | Estados Unidos Brittany Bowe Sara Sayasane Heather Richardson | Colombia · Liana Holguín · Alexandra Vivas · Brigitte Méndez  | Argentina Natalia Artero Silvina Posada Melisa Bonnet |
| Larga distancia             |                                                               |                                                               |                                                       |
| 42.195 m Marathon           | Kelly Martínez                                                | Liana Holguín                                                 | Nicole Begg                                           |

## Hombres
| Distancia                   | Oro                                                      | Plata                                                        | Bronce                                              |
| Pista                       | Pista                                                    | Pista                                                        | Pista                                               |
| --------------------------- | -------------------------------------------------------- | ------------------------------------------------------------ | --------------------------------------------------- |
| 300 m Contrarreloj          | Joey Mantia                                              | Julien Despaux                                               | Gregorio Duggento                                   |
| 500 m Sprint                | Joey Mantia                                              | Julien Despaux                                               | Luca Presti                                         |
| 1.000 m Sprint              | Joey Mantia                                              | Julien Despaux                                               | Shane Dobbin                                        |
| 10.000 m Puntos/Eliminación | Fabio Francolini                                         | Scott Arlidge                                                | Yann Guyader                                        |
| 15.000 m Eliminación        | Yoo-Jong Nam                                             | Jorge Cifuentes                                              | Joey Mantia                                         |
| 3.000 m Relevos             | República de China Chia-Hao Chang Pei-Hsua Ho Wei-Lin Lo | Italia · Luca Saggiorato · Matteo Amabili · Fabio Francolini | Corea del Sur Houn-He Lee Sang-Bok Lee Yoo-Jong Nam |
| Ruta                        |                                                          |                                                              |                                                     |
| 200 m Contrarreloj          | Wouter Hebbrecht                                         | Gregorio Duggento                                            | Juan Jardine                                        |
| 500 m Sprint                | Joey Mantia                                              | Luca Presti                                                  | Simone Bellia                                       |
| 10.000 m Puntos             | Yann Guyader                                             | Scott Arlidge                                                | Nelson Garzón                                       |
| 20.000 m Eliminación        | Joey Mantia                                              | Nelson Garzón                                                | Fabio Francolini                                    |
| 5.000 m Relevos             | Estados Unidos Joey Mantia Joshua Wood Michael Cheek     | Italia · Matteo Amabili · Fabio Francolini · Luca Presti     | Francia Julien Despaux Thomas Boucher Yann Guyader  |
| Larga distancia             |                                                          |                                                              |                                                     |
| 42.195 m Marathon           | Joey Mantia                                              | Luca Saggiorato                                              | Francesco Zangarini                                 |

## Medallero
Medallero completo del campeonato mundial 2017 https://caracol.com.co/radio/2007/08/25/deportes/1188069420_471549.html
| Pos. | País           | Oro | Plata | Bronce | Total |
| ---- | -------------- | --- | ----- | ------ | ----- |
| 1.   | Colombia       | 14  | 16    | 9      | 39    |
| 2.   | Corea del Sur  | 10  | 7     | 12     | 29    |
| 3.   | Estados Unidos | 10  | 3     | 4      | 17    |
| 4.   | Italia         | 6   | 14    | 8      | 28    |

- Datos: Q18625971